# Tielt
Tielt (fr. Thielt) – miasto w północno-zachodniej Belgii, w Regionie Flamandzkim, w prowincji Flandria Zachodnia, siedziba administracyjna okręgu Tielt. 1 stycznia 2024 liczyło 20 627 mieszkańców.

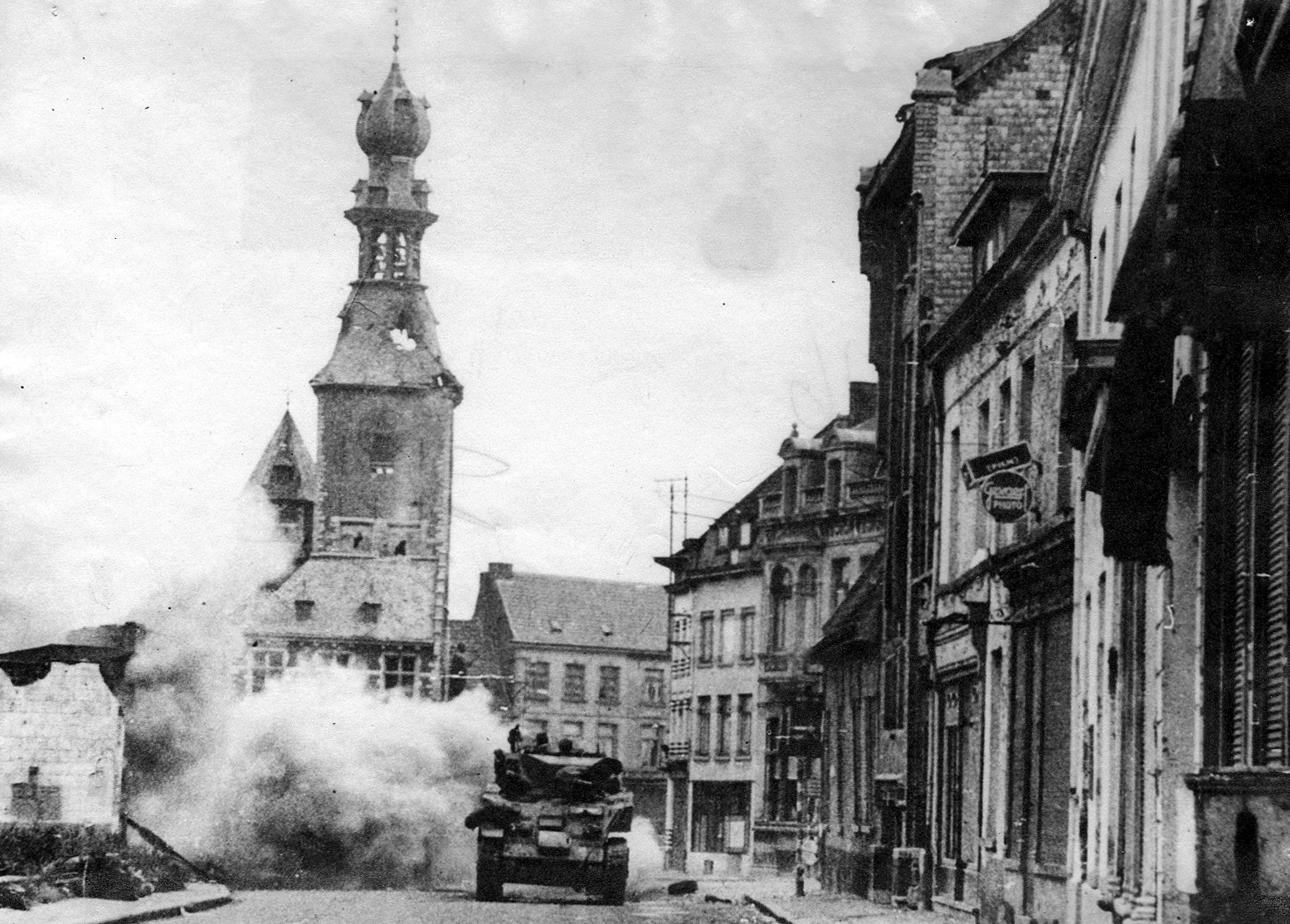
Czołg M3/M5 Stuart 24 Pułku Ułanów podczas walki na ulicy w Tielt w 1944

Znajduje się tu cmentarz komunalny, na którym pochowani są żołnierze polegli w czasie I i II wojny światowej. Nekropolia liczy 123 groby. Są tutaj pochowani żołnierze belgijscy, francuscy oraz polscy. Zostało tu pochowanych ośmiu żołnierzy 1 Dywizji Pancernej gen. Stanisława Maczka. Zginęli oni w walkach o miasto we wrześniu 1944 roku. Polskie groby oznaczone są biało-czerwonym godłem.

## Podział administracyjny
W skład miasta wchodzą trzy dzielnice (deelgemeente):
- Aarsele
- Kanegem
- Schuiferskapelle

## Współpraca
Miejscowości partnerskie:
- Brignoles, Francja
- Bruneck, Włochy
- Groß-Gerau, Niemcy
- Szamotuły, Polska